# 감람나무
감람나무(Canarium album) 또는 감람수(橄欖樹)는 쌍떡잎식물 이판화군 감람나무과의 상록교목이다. 키는 20~30m 정도이다. 열매는 중국요리의 재료 및 호흡기 질병의 약 또는 한약으로 쓰인다.